# Oude Kwaremont
Oude Kwaremont je silnice v Kluisbergenu v belgické provincii Východní Flandry. Jedná se o dlážděnou cestu vedoucí po severním úbočí kopce Knokteberg, jednoho z vrcholů tzv. Vlámských Arden. Zdejší stoupání je známé jako součást několika cyklistických závodů, např. Kolem Flander, E3 Harelbeke či Dwars door Vlaanderen.

## Popis
Prvních 600 metrů stoupání je tvořeno úzkou asfaltovou silnicí, zbylých 1600 metrů je vydlážděno kostkami. Nejobtížnějších je zejména prvních 500 metrů dlažby, kde je cesta nejprudší a nejužší a její povrch je velmi členitý. Od kostela ve vesnici Kwaremont pak sklon cesty postupně klesá z 11% až na 2%, odtud však stále zbývá ještě kilometr na vrchol stoupání. Ten se nachází kousek za koncem dlážděného úseku v nadmořské výšce 111 metrů, s celkovým převýšením 93 metrů.
Přestože se jedná o jeden z ikonických vlámských výjezdů, byl do závodu poprvé zařazen až na Kolem Flander 1974. Do té doby se na kopec jezdilo po souběžné hlavní silnici N36 z Berchemu do Ronse, jejíž dlážděný povrch byl na konci 60. let nahrazen asfaltem. Od roku 1974 se toto stoupání kvůli odlišení nazývá Nieuwe Kwaremont.
Když byla v roce 2012 přepracována trasa Kolem Flander, Oude Kwaremont se spolu s blízkým Paterbergem staly klíčovými úseky závodu. Na Kwaremont se nyní vyjíždí třikrát, je tak prvním a zároveň předposledním významnějším kopcem na trati. Často tu tedy dochází k největšímu protřídění pelotonu. Například Niki Terpstra v roce 2018 a Alberto Bettiol v roce 2019 zde setřásli zbylé favority a svoje sóloúniky dotáhli až do vítězného konce v Oudenaarde.
Kostky na Oude Kwaremont byly prohlášeny dekretem vlámské vlády z roku 1993 za památkově chráněné.

## Galerie

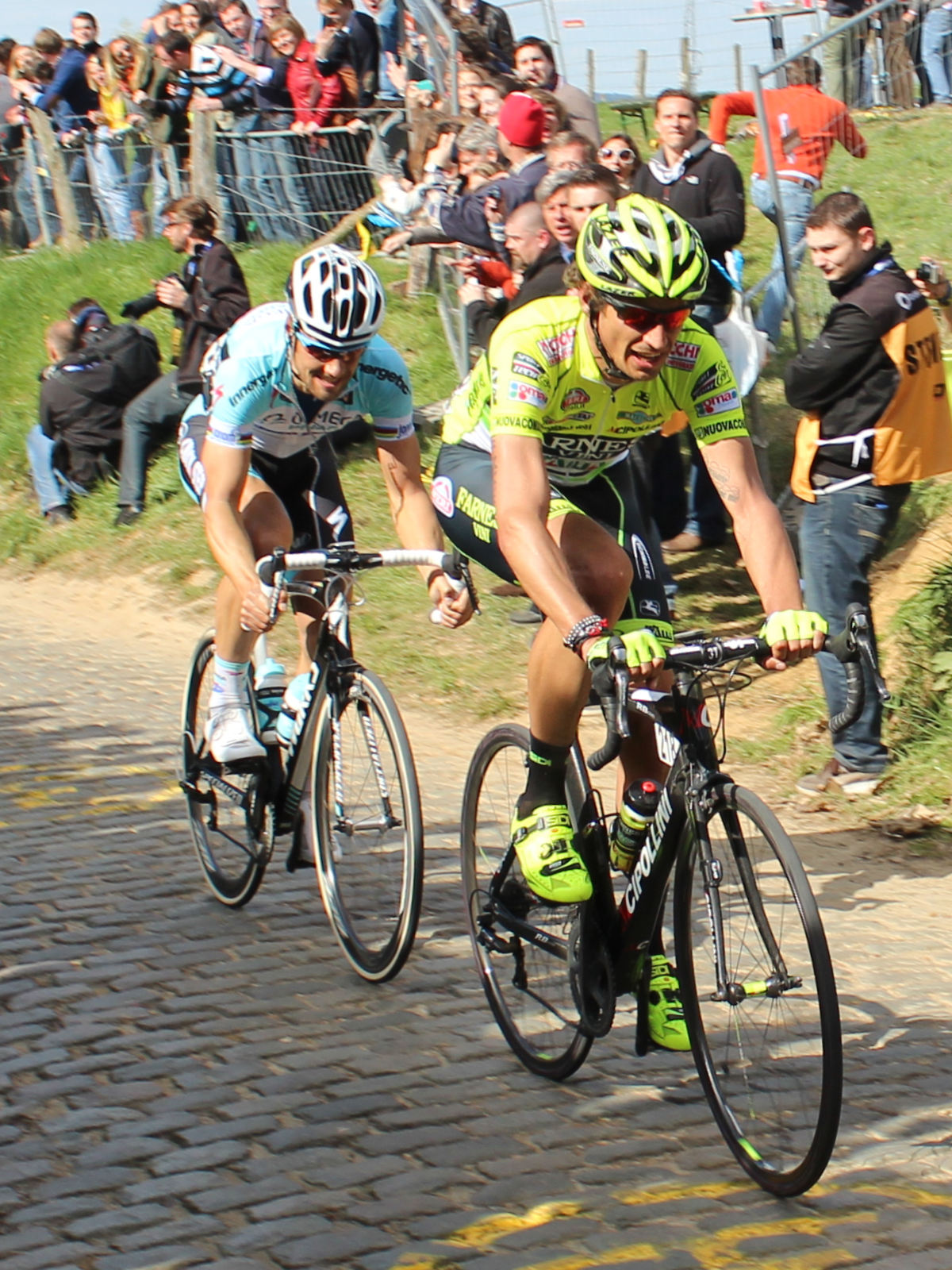
Filippo Pozzato a Tom Boonen při výjezdu na Oude Kwaremont, Kolem Flander 2012
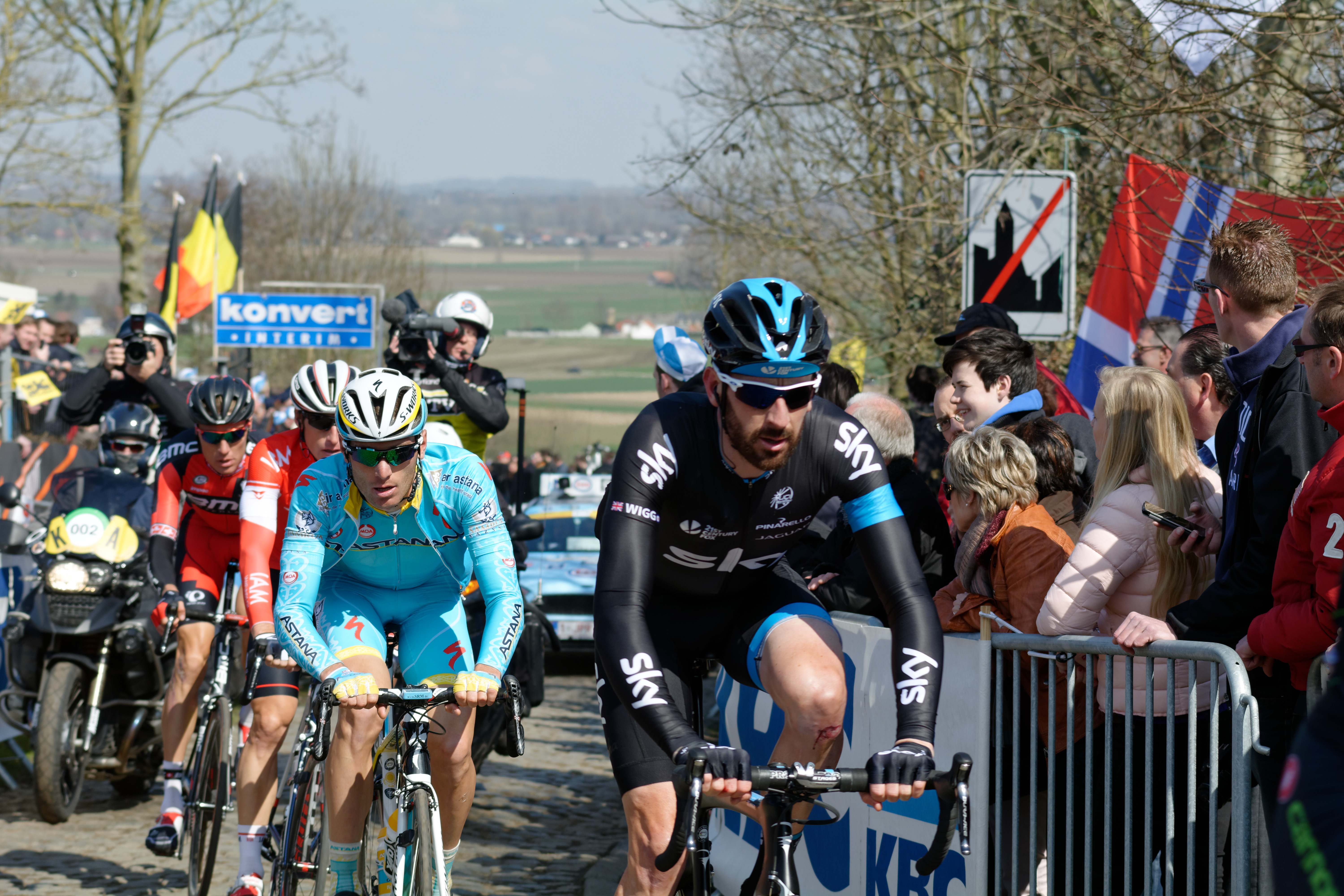
Bradley Wiggins vedoucí skupinku závodníků na Oude Kwaremont, Kolem Flander 2015
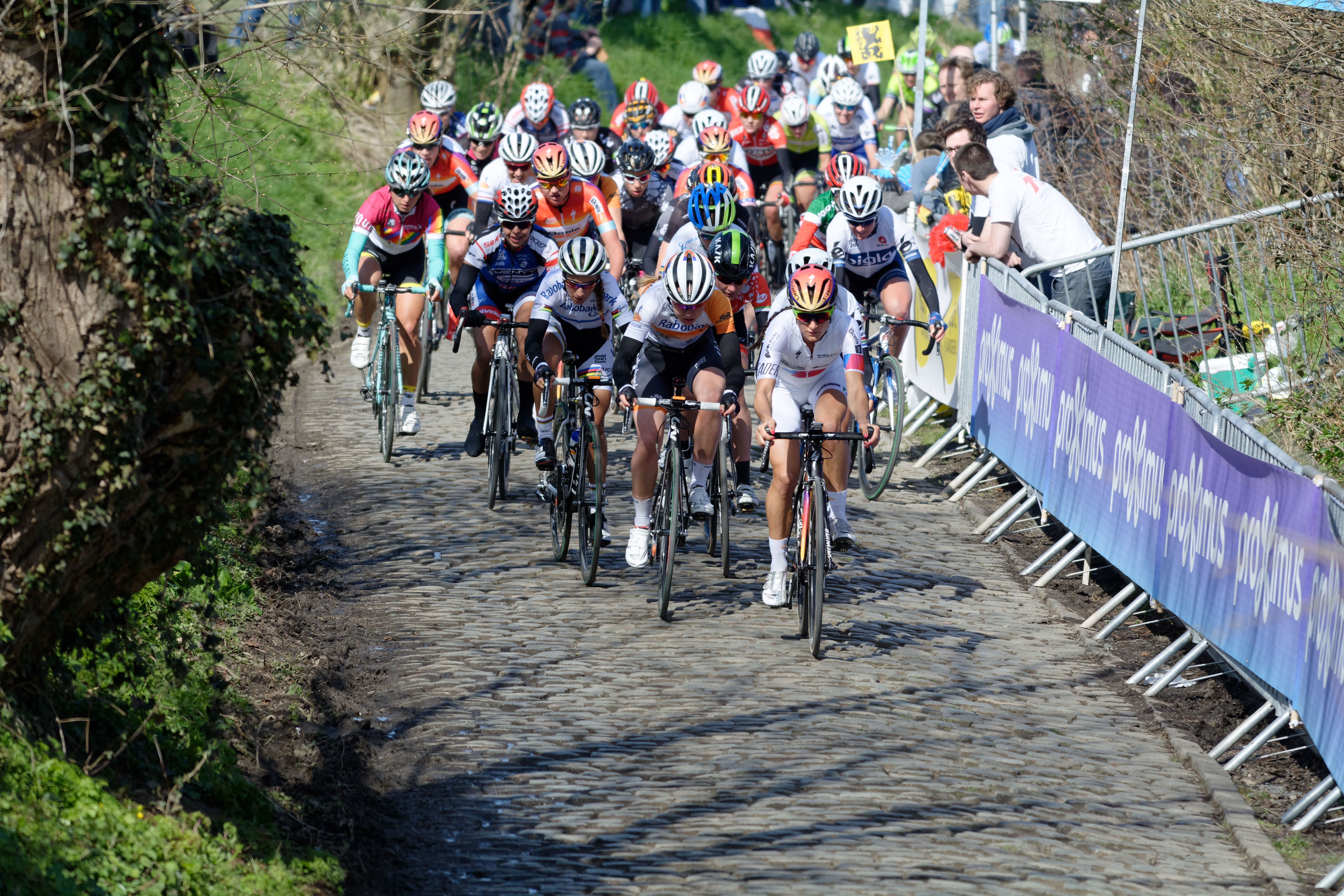
Peloton během ženské verze Kolem Flander 2015
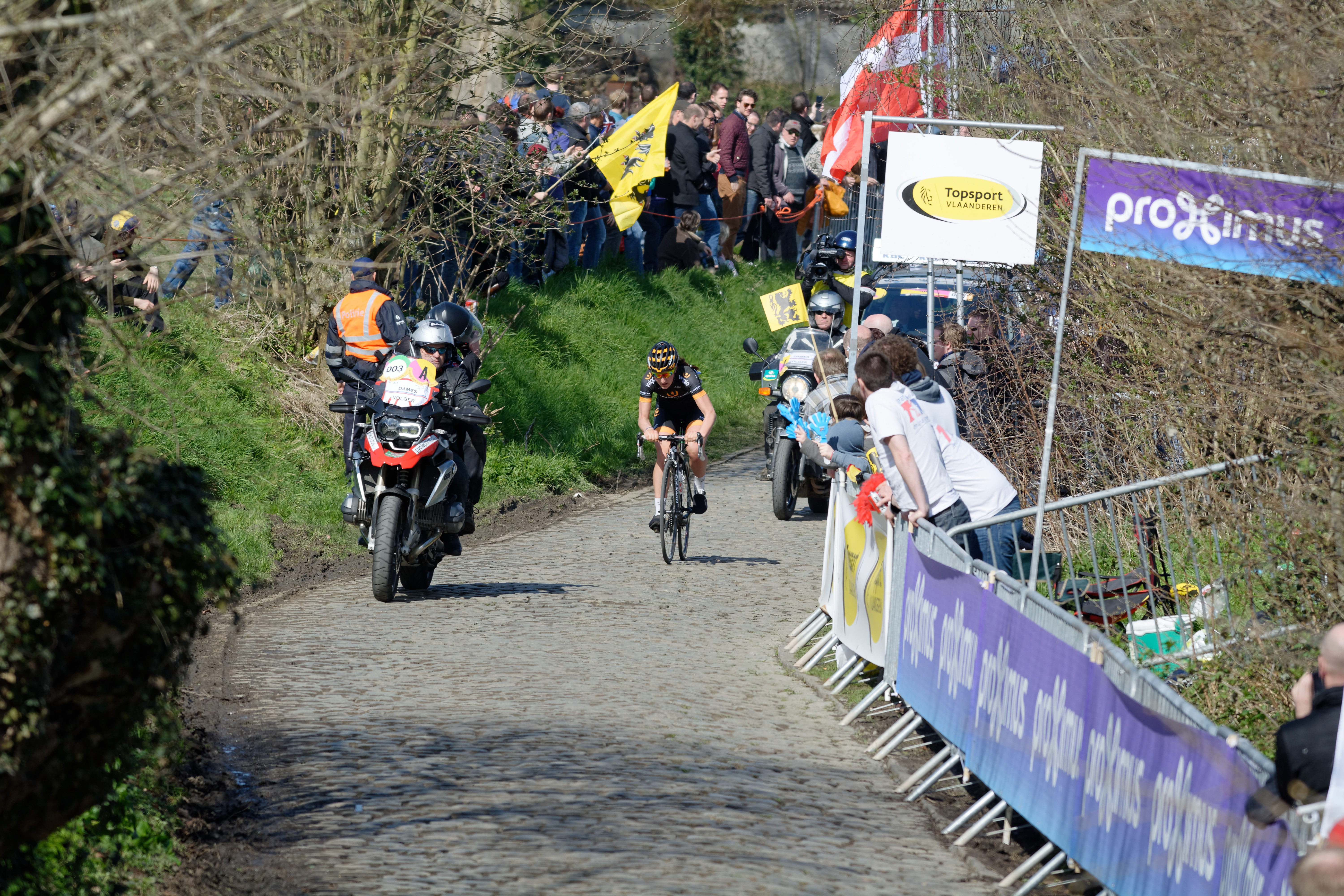
Elisa Longo Borghini na cestě k vítězství v Kolem Flander 2015
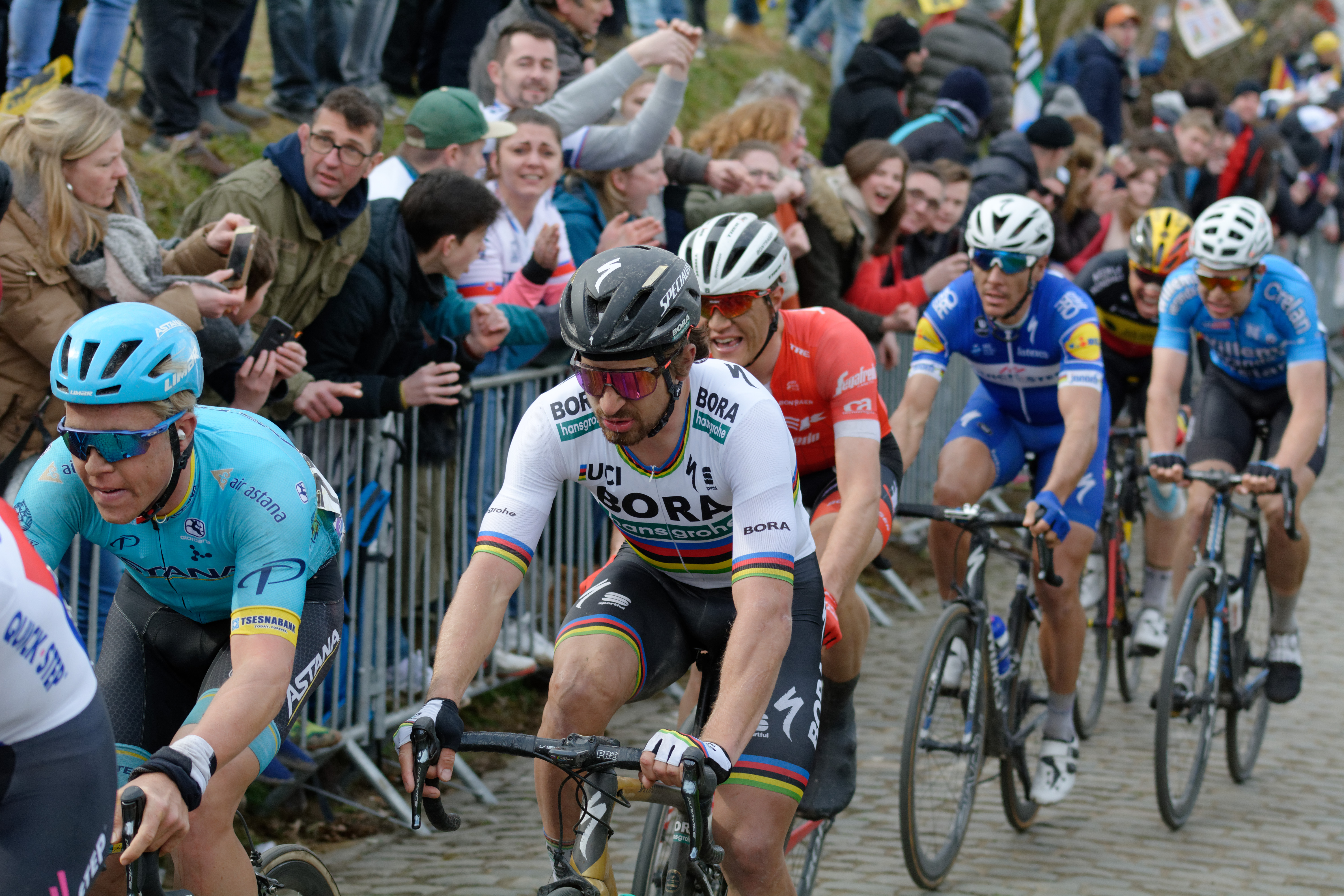
Michael Valgren, Peter Sagan, Philippe Gilbert a Wout Van Aert na Kolem Flander 2018